# Alexander Cinker
Alexander Cinker (hebrejsky: אלכסנדר צינקר, rusky: Александр Цинкер, Aleksandr Cinker) je izraelský politik a bývalý poslanec Knesetu za stranu Jisra'el ba-alija.

## Biografie
Narodil se 2. ledna 1953 v Ukrajinské SSR v tehdejším Sovětském svazu. V roce 1990 přesídlil do Izraele. Magisterský vysokoškolský titul získal v roce 1975 na Polytechnickém institutu v dnešní Arménii, doktorát pak získal roku 1988 na Moskevském vědeckém centru pro management. Pracoval jako systémový analytik. Hovoří hebrejsky a rusky.

## Politická dráha
V izraelském parlamentu zasedl po volbách v roce 1999, v nichž kandidoval za stranu Jisra'el ba-alija. Do činnosti Knesetu se zapojil jako člen výboru pro vzdělávání a kulturu, výboru pro zahraniční dělníky, výboru pro imigraci, absorpci a záležitosti diaspory a výboru státní kontroly.
V průběhu funkčního období se spolu s poslaneckým kolegou Romanem Bronfmanem odtrhli od mateřské strany a založili novou formaci nazvanou Bechira demokratit (Demokratická volba). Cinker z ní ale později odešel a ustavil vlastní stranu nazvanou Občan a stát (později splynula se stranou Chec).
Ve volbách v roce 2003 mandát neobhájil.